# Xã Forks, Quận Northampton, Pennsylvania
Xã Forks (tiếng Anh: Forks Township) là một xã thuộc quận Northampton, tiểu bang Pennsylvania, Hoa Kỳ. Năm 2010, dân số của xã này là 14.721 người.